# Igor Grossmann
Igor Grossmann (* 3. November 1924 in Žilina, Tschechoslowakei; † 4. August 2013 in Bratislava, Slowakei) war ein slowakischer Fotograf.

## Leben
Von 1946 bis 1966 war Igor Grossmann in Žilina und in Rajec als Apotheker tätig. 1966 entschloss er sich, seine Leidenschaft, das Fotografieren, zu seinem Beruf zu machen. 1970–1977 arbeitete er im Verlag Živena. Ab 1977 wirkte er offiziell als freischaffender Fotograf.

Er arbeitete als deklarierter Reportagefotograf, zudem als Werbe-, Industrie- und Modefotograf, außerdem bediente er verschiedene illustrierte Zeitschriften mit Motiven.

Grossmann hatte einen Sohn und zwei Töchter. Seit 1969 lebte und wirkte er in Bratislava.

## Werk
Unter dem Thema Das slowakische Dorf fasste Grossmann seit den 1990er Jahren zusammen, was er in den 1950er und 1960er Jahren in der ländlichen Umgebung seiner Wohnorte in Schwarzweiß dokumentiert hat: die Landschaften des slowakischen Berg- und Hügellandes (Westkarpaten), Dörfer aus der Umgebung von Žilina, aus den nördlichen Regionen Orava und Liptov, aus der Großregion der Hohen Tatra. Er dokumentierte traditionelle Bauernarbeit und Tracht und Brauchtum in den Dörfern.
Grossmann pflegte außerdem die Lichtbildnerei als Kunst analog zur Malerei und Graphik seiner Generation. Vor allem seine Bildzyklen Über das Holz (SW, 1964–1965) und Die Metamorphosen des Glases (Color, 1988) fanden Beachtung.

Als Grossmann 1964–1965 seinen großen Dokumentarzyklus Die Taferlklassler (Die ABC-Schützen oder Die Erstklässler) machte, arbeitete er noch in seinem Brotberuf als Apotheker.
In Bratislava bot sich ihm die Möglichkeit, bedeutende Persönlichkeiten der slowakischen Kultur zu porträtieren.
Grossmann hat auch Städtisches (Bratislava, Paris, Žilina u. a.) dokumentiert. Er bereiste u. a. Österreich, Frankreich, Italien, Rumänien und Armenien.

### Würdigung
„Einige Photographen haben frühzeitig erkannt, dass da etwas vergeht, und sie waren zur Stelle. Sie haben mit den Linsen ihrer Photoapparate und dem Silber in ihren Filmen den Menschen, ihren vergänglichen Händen und Gesichtern, ihren Häusern, Stuben, Kleidern, ihren Arbeitstieren, ihren Wiesen und Feldern, den Hilfsmitteln ihrer Arbeit das abgelauert, was prägend und wesentlich war, und haben ihm in effigie Dauer gegeben. Millionen andere haben die Paläste und Kirchen, die Brücken und die Berggipfel abgelichtet, die heute noch unverändert stehen, ein paar Klügere haben das im Bild festgehalten, was vor dem Vergehen stand: Michael Bry in Lateinamerika, Flavio Faganello in Südtirol, Simon Moser in Nordtirol, Jindřich Štreit in Mähren, Arnold Odermatt in der Schweiz, vor ihnen bereits Josef und Franz Seidel im Böhmerwald, Umberto Antonelli in der Carnia und in Friaul, Erika Groth-Schmachtenberger in Oberbayern. Fast jeder Landstrich hat seinen Lichtbild-Zeitzeugen gefunden. Den Bayerischen Wald hat der Straubinger Bruno Mooser bereist, die nördliche und westliche Slowakei der Apotheker Igor Grossmann.“ (Martin Ortmeier)
Der Kunsthistoriker Aurel Hrabušický ordnet Igor Grossmanns dokumentarisches Werk kunsthistorisch ein: „In den 50er Jahren, in der Zeit der tiefgreifenden gesellschaftlichen Veränderungen, die den stalinistischen Sozialismus begleiteten, wurden seine Bilder des ländlichen Lebens, des von der erzwungenen Veränderung noch weitgehend unberührten Lebensstils, unwillkürlich zu einer Demonstration der traditionellen Geistes- und Zivilisationswerte. Gerade auf die traditionellen, also konservativen Werte des ländlichen Lebens stützten sich paradoxerweise einige junge Künstler und Architekten, um die moderne slowakische, durch den sozialistischen Realismus ruinierte bildende Kunst wieder zu beleben. Grossmann waren diese Bestrebungen wohl bekannt, er selbst suchte zunächst in Rajec, etwas später auch in anderen Orten der Mittelslowakei Motive, die solchen Werten entsprachen.“

### Ausstellungen
- 1996 Žilina (Klasik Galéria Žilina), 26. September 1996 bis 3. Januar 1997: „Výstava fotografií 1953 – 1965“
- 2004 Paris (Institut Français Bratislava), 9. Februar bis 5. März: „Igor Grossmann – Paris. Les moments d’un jour ordinaire – Pariž. Okamihy všedneho dňa“
- 2004 Bratislava (Slovenské národné múzeum Bratislava), 26. Oktober bis 21. November: „IGOR GROSSMANN FOTOGRAFIE 1950 – 1990“
- 2009 Passau, Sankt Anna-Kapelle (Kunstverein Passau e.V.), 19. Juni bis 12. Juli: Enge der Geschichte und Weite der bäuerlichen Welt. Lichtbilder von Igor Grossmann und Bruno Mooser (Kurat: Dr. Martin Ortmeier; gefördert von der Ernst-Pietsch-Stiftung Deggendorf und der Kulturstiftung des Bezirks Niederbayern)
- 2010 Finsterau (Freilichtmuseum Finsterau), 20. Februar bis 30. Mai: Enge der Geschichte und Weite der bäuerlichen Welt. Lichtbilder von Igor Grossmann und Bruno Mooser (Kurat: Dr. Martin Ortmeier)

Gezeigt wurden (in Passau und Finsterau) Lichtbilder der 1950er und 1960er Jahre aus der ländlichen Slowakei und dem ländlichen Niederbayern. Zur Verfügung standen Handabzüge der beiden Fotografen aus dem Bildarchiv des Freilichtmuseums Finsterau und Werke aus den Mappen der beiden Fotografen. Kleinräumig strukturierte Landschaft vor Flurbereinigung und Kollektivierung, ländliches Brauchtum, Tracht, bäuerliche Arbeit, Zwischenmenschliches und Physiognomie, Mensch und Tier wurden in zirka 140 eindringlichen zeitgeschichtlichen Dokumenten vorgestellt.
- 2013 Bratislava (im Rahmen des Fotografie-Festivals „Měsíc fotografie“), 30. Oktober bis 30. November: „Zaujatí krásou – padesátá léta ve slovenské dokumentární fotografii – Igor Grossmann“ („Im Dienst des Schönen – Die 1950er Jahre in der slowakischen Dokumentarfotografie – Igor Grossmann“)

Grossmanns dokumentarische Fotografie wurde (2013 in Bratislava) in sein Schaffensumfeld eingeordnet; aus der ältere Generation Karol Kállay, Kamil Vyskočil, Anton Šmotlák, Jozef Nový, Igor und andere, aus der jüngeren Generation Ján Cifra, Juraj Šajmovič, Miro Gregor, Alexander Strelinger und andere.

### Veröffentlichungen
- Igor Grossmann: Images gone with time – Obrazy odviate Časom (Bilder, von der Zeit verweht). Bratislava 2000, ISBN 80-88973-03-1

Weitere Werke und Werkgruppen sind in Bildbänden dokumentiert: Metamorfózy skla (1988, Metamorphosen des Glases), Oravské ozveny, v tlači (o. J., Nachklänge aus Orava, im Lichtbild) und Osobnosti slovenskej kultúry. Včera a dnes – Divadlo, Literatúra, Výtvarné umenie, Hudba a spev (Persönlichkeiten der slowakischen Kultur. Gestern und heute – Theater, Literatur, bildende Künste, Musik und Gesang, 2008).